# Château Gelmel
Le château Gelmel (aussi appelé château d'Hoogstraten) est un bâtiment du complexe qui sert de centre scolaire pénitentiaire à Hoogstraten. 

## Histoire
Selon les légendes, au IXe siècle, le normand Gelmel érige une tour en bois entourée de douves. Vers le XIIe siècle, cette tour en bois a été transformée en château de pierre. Jan IV van Cuijk reconstruit le château dans le style gothique dans la première moitié du XVe siècle. À la suite d'un héritage, le château et les terres de Hoogstraten tombent entre les mains des familles van Culemborg et Van Lalaing.
Sous le premier comte de Hoogstraten, Antoine Ier de Lalaing et sa femme Elisabeth de Culemborg, le château est transformé en un beau et luxueux château de style Renaissance. Ils font appel à l'aide de Rombout II Keldermans. Le complexe avait trois murs fortifiés, des tours de guet, des ponts-levis, une salle d'armes, plusieurs chapelles, des salles richement décorées et des portiques. Après leur mort, le château et la terre de Hoogstraten sont passés au comte Philippe de Lalaing.
Le château survit à un siège de Maarten van Rossum en 1542. Mais il brûle en 1581 et se désintègre sérieusement après un siège en 1603. Des plans de restauration sont élaborés au XVIIe siècle, mais ils ne sont pas exécutés.
Maria-Gabriëla de Lalaing est la dernière descendante de la maison de Lalaing. Elle était mariée à Karl Florentin zu Salm, wild- und rheingraf von Dhaun-Neufville, général d'infanterie de la République des Sept Provinces-Unies des Pays-Bas. Après sa mort, le château est repris par la Maison de Salm. Son petit-fils, le rheinggrave Nikolaus Leopold zu Salm-Salm, fait restaurer le château. En 1740, il devint le premier duc d'Hoogstraten et en 1743, prince de Salm-Salm.
Le château est de nouveau touché par un incendie en 1768, le cœur du château, l'intérieur même de celui-ci. Il n'est plus reconstruit. L'aile sud du complexe du château est alors aménagée en aile résidentielle pour la famille princière.
Durant l'occupation française, le château est nationalisé, pillé et en partie démoli. Il a été ouvert comme caserne de gendarmerie et à partir de 1810 comme abri pour mendiants. Après 1815, la famille Salm-Salm reprend les terres, mais le château reste en possession de l'État néerlandais. À partir de 1880, le domaine est érigé en colonie agricole et depuis 1931, il est transformé en centre pénitentiaire école qui est actuellement encore en activité.

## Anecdote
- Il est probable que le 13 mars 1566, il ait été décidé de tenir dans ce château la Pétition des Nobles. Cependant, le contenu des consultations tenues ce jour-là est inconnu[3].

- Une peinture[4] du Taxandriamuseum (musée historique et archéologique de Turnhout) montre la peine de somme à laquelle les mendiants pouvaient être soumis jusqu'en 1891. En effet jusqu'à cet date, les vagabonds condamnés à une peine de somme, moudent le grain de la colonie de vagabonds dans le moulin du château de Hoogstraten. Dans Le moulin, l'écrivain francophone anversois Georges Eekhoud écrit qu'il pourrait poser sa montre sur l'espace du moulin sans s'en inquiéter. Après deux cents tours (une heure), les hommes sont remplacés par de nouveaux vagabonds, jusqu'à ce qu'ils s'effondrent à leur tour d'épuisement.

## Galerie

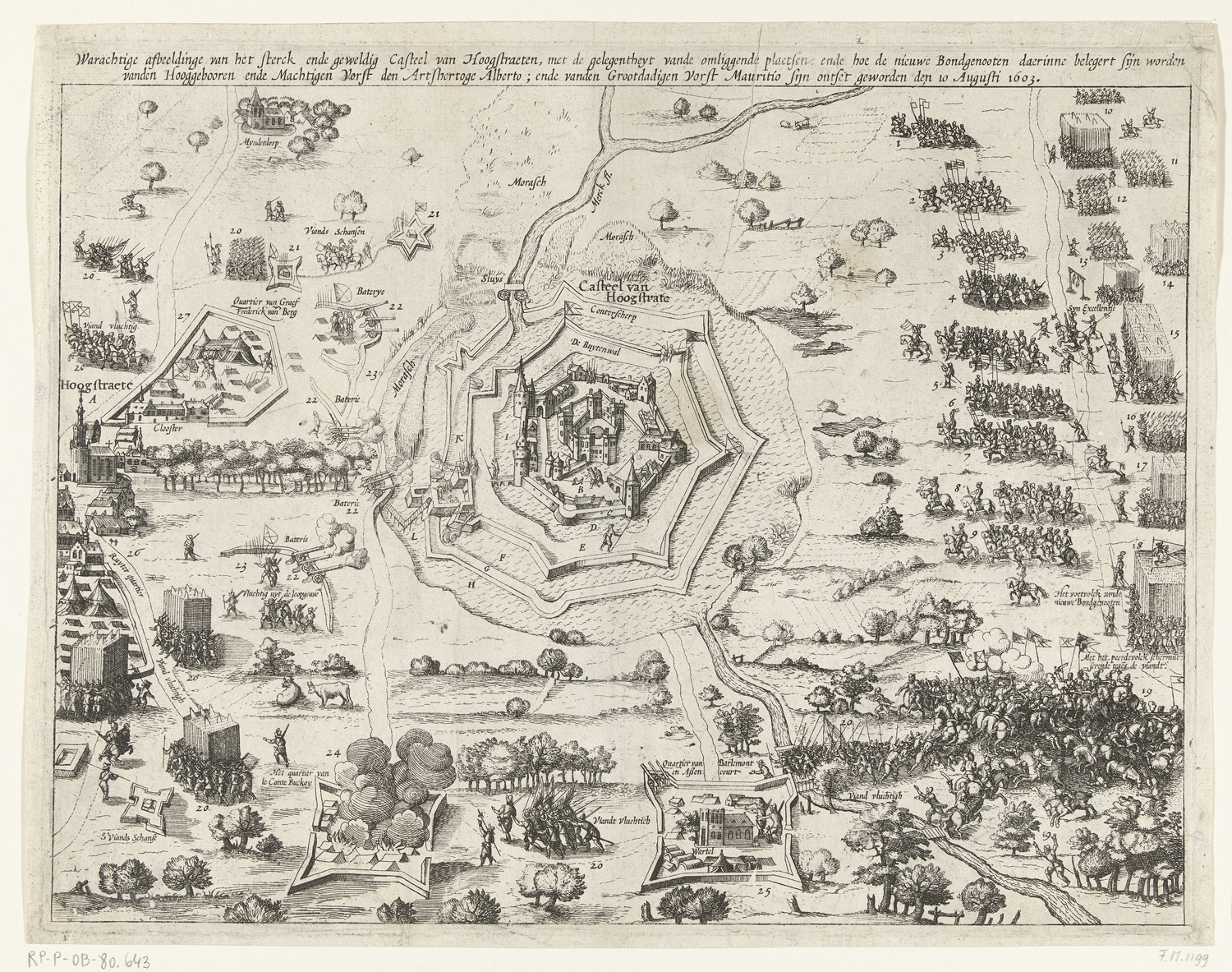
Le siège des mutins espagnols dans le château d'Hoogstraten par Maurice de Nassau en août 1603[5].